# Пізній дріас
Пізній дріас (також верхній, зрідка молодший як калька з англ. Younger Drias або дріас III) — в геохронології завершальний (10730-9700 ± 99 рр.. до Р. Х..) етап останнього зледеніння, за яким настав теплий пребореальний період голоцену. Свою назву період отримав за назвою квітки дріада восьмипелюсткова, характерної для холодних кліматичних зон. Слово «пізній» в назві використовується для відрізнення від двох інших попередніх етапів, «середнього» і «найдавнішого».

## Зміни клімату
Близько 12 000 років до Р. Х. на Землі розпочалося дуже швидке Аллередське потепління (його швидкість оцінюється десятиліттями і іноді навіть декількома роками). В цей час в середніх широтах утворилися умови, близькі до сучасних, хоча в інших широтах було значно холодніше. Проте, після декількох тисячоліть танення льодовиків і поширення лісів, клімат Землі на короткий час повернувся до зледеніння. Похолодання було дуже різким (тривалість близько 100 років). Після приблизно тисячі (за іншими джерелами, 1300) років холодного і сухого клімату, кліматичні умови дійшли практично сучасним, знову впродовж кількох десятиліть. Почався сучасний інтергляціал, голоцен.
У лютому 2012 Національна академія наук США опублікувала доповідь, що підтверджує падіння метеорита в Мексиці 11 тисяч років до Р. Х., що викликало Пізній дріас і масове вимирання фауни.

## Вплив на кліматичну науку
Настільки швидкі зміни клімату відбувалися, як і події Хайнриха, в той час, коли більша частина поверхні Землі була покрита льодовиками. Невідомо, чи можуть настільки швидкі зміни клімату відбуватимуться наразі.

## Вплив на сільське господарство
Археологи часто пов'язують похолодання пізнього дріасу з поширенням землеробства в Леванті. Вважається, що холодний і сухий клімат привів до зниження ємності середовища території Леванту, і осілі племена ранньої натуфійської культури перейшли до мобільнішого натурального господарства. Подальше похолодання, як вважається, призвело до культивації злаків.
Попри існування відносного консенсусу з приводу ролі пізнього дріасу в зміні характеру натурального господарства натуфійської культури, його зв'язок з виникненням землеробства в кінці цього періоду залишається предметом суперечок.

## Ресурси Інтернету
- Study Confirms Mechanism for Current Shutdowns, European Cooling. Oregon State University. 2007. Архів оригіналу за 17 грудня 2010. Процитовано 11 квітня 2011.
- Broecker WS (1999). What If the Conveyor Were to Shut Down?. GSA Today. 9 (1): 1—7. Архів оригіналу за 31 грудня 2020. Процитовано 11 квітня 2011.
- Calvin WH (January 1998). The Great Climate Flip-flop. The Atlantic Monthly. 281: 47—64. Архів оригіналу за 26 січня 2021. Процитовано 11 квітня 2011.
- Tarasov L, Peltier WR (June 2005). Arctic freshwater forcing of the Younger Dryas cold reversal. Nature. 435 (7042): 662—665. Bibcode:2005Natur.435..662T. doi:10.1038/nature03617. PMID 15931219.